# چشم‌های بتی دیویس
«چشم‌های بتی دیویس» (انگلیسی: Bette Davis Eyes) تک‌آهنگی از خواننده-ترانه‌سرای آمریکایی کیم کارنس است که در مارس ۱۹۸۱ منتشر شد. این تک‌آهنگ برنده جایزه گرمی ترانه سال و جایزه گرمی ضبط سال شد.